# Nordstraße (Düsseldorf)
Die Nordstraße, vormals Ratinger Chaussee, ist die Haupteinkaufsstraße im Düsseldorfer Stadtteil Pempelfort, Stadtbezirk 1. Sie erstreckt sich über rund 700 Meter von der Kaiserstraße und der Fischerstraße im Südwesten bis zur Collenbachstraße und Blücherstraße im Nordosten, wo ihr Straßenzug durch die Münsterstraße in Richtung des Stadtteils Derendorf fortgesetzt wird.

## Geschichte

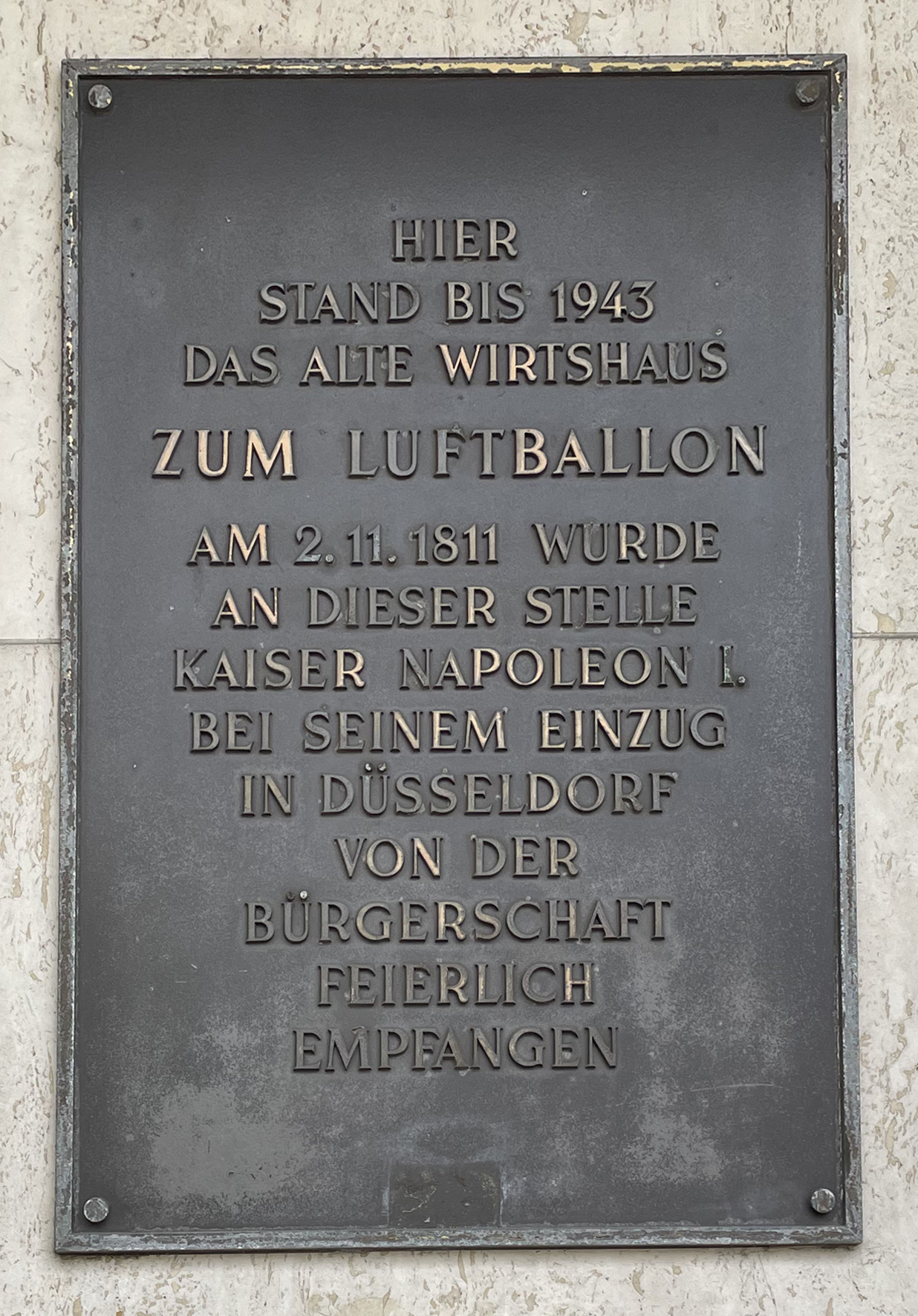
Gedenktafel am Haus „Zum Luftballon“, Fischerstraße 1, Düsseldorf

Die Nordstraße war seit alters her ein Teil der Landstraße von Düsseldorf nach Norden und Nordosten, insbesondere nach Ratingen, Wesel und Münster. Ihr erster Ausbau als Chaussee erfolgte zwischen 1767 und 1793. An der heutigen Ecke Nordstraße/Fischerstraße stand das Wirtshaus „Zum Luftballon“, das seinen Namen von einem naheliegenden Freigelände erhalten hatte, das Luftfahrtpioniere zu Beginn des 19. Jahrhunderts für den Aufstieg von Heißluftballons nutzten. Am 2. November 1811 wurde vor diesem Gebäude Kaiser Napoleon I., damals auch Regent des Großherzogtums Berg, von einer Eskorte feierlich empfangen und in die bergische Landeshauptstadt Düsseldorf geleitet. Die hier beginnende Kaiserstraße trägt noch heute seinen Titel.
Wo am Nordostende der Nordstraße die Collenbachstraße einmündet, unweit der heutigen Straßenbahnhaltestelle Dreieck, lag das Collenbach’sche Gut, ein einfaches Landhaus mit einem englischen Garten, das in den 1830er Jahren von Elisa von Ahlefeldt und ihrem Geliebten, dem Dichter Karl Immermann, bewohnt wurde und ein Treffpunkt von Künstlern war. Dieses Landhaus, das zum Beispiel das Ehepaar Heinrich von Sybel, die Düsseldorfer Maler Carl Friedrich Lessing, Theodor Hildebrandt, Heinrich Mücke und Eduard Steinbrück, der Bildhauer Christian Friedrich Tieck, die Schriftsteller Ferdinand Freiligrath, Wolfgang Müller von Königswinter, Karl Schnaase, Friedrich von Uechtritz, Christian Dietrich Grabbe, Michael Beer und Johann Peter Eckermann sowie die Musiker Julius Rietz, Norbert Burgmüller und Felix Mendelssohn Bartholdy besuchten, war Teil einer Feldmark, die sich entlang der damaligen Ratinger Chaussee erstreckte. Die Schriftstellerin Ludmilla Assing beschrieb das Anwesen so:

„Ein großer Garten, der es umgab, wurde von Elisa anmuthig angepflanzt; bald entfaltete eine Fülle von Rosen darin ihre Pracht, alle Beete waren damit eingefaßt, und am schönsten blüthen sie unter des Dichters Fenstern. Zwei Büsten, Plato und Aristoteles darstellend, schimmerten durch die schattigen Büsche. Eine hohe Weißdornhecke, die Immermann später in einer Liebesscene seines „Merlin“ verewigt hat, erglänzte in duftigen Blüthen.“

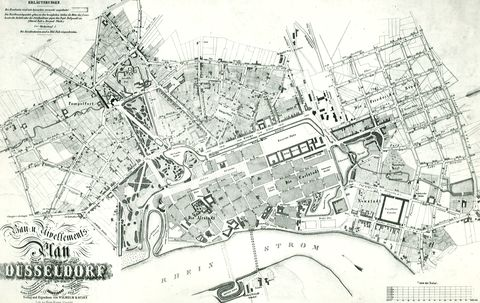
Bau- und Nivellements-Plan über die Erweiterung der Stadt Düsseldorf, 1854: Unten links ist die noch kaum bebaute Nordstraße kartiert.

Der Bau- und Nivellements-Plan von 1854, der die über den historischen Stadtkern Düsseldorfs hinausgreifende Stadterweiterung, auch die frühe Bebauung Pempelforts, in der Mitte des 19. Jahrhunderts kartierte, verzeichnete für die Nordstraße eine erste, aber nur sporadische Straßenrandbebauung. In einem dieser Gebäude, im Haus Nordstraße 39, lebte in den 1870er Jahren der Maler Erik Bodom. Im Haus Nr. 100 starb 1882 der Maler Gustav Adolf Koettgen. Ein paar Schritte weiter, an der Nordstraße 116, bestand in Gebäuden und auf Flächen des früheren Collenbach’schen Guts in der zweiten Hälfte des 19. Jahrhunderts eine evangelische „Mägdeherberge“. Sie führte die Bezeichnung Martha-Stift und war 1863 als Aus- und Fortbildungseinrichtung der Inneren Mission für unverheiratetes weibliches Hauspersonal („Dienstmädchen“) eröffnet worden. 1903 wurde das Collenbach’sche Gut abgerissen, um das Gelände städtebaulich zu entwickeln.
Zu Beginn des 20. Jahrhunderts war die Nordstraße schließlich vollständig urbanisiert und geschlossen bebaut. Mit dem rasanten Wachstum der sie umgebenden Stadtteile übernahm sie neben Verkehrsaufgaben auch die Funktion einer Einkaufs- und Geschäftsstraße. Imposante Geschäftslokale und Kaufhäuser verliehen ihr bereits früh ein urbanes, großstädtisches Aussehen. Eine gewisse verkehrliche Entlastung erfuhr sie in dieser Zeit durch die Anlage der Klever Straße, die den Verkehr radial umleitete. Eine besondere Bedeutung für den Nahverkehr nach Norden hatte der Bereich der Einmündung der Kaiserswerther Straße. Hier wurde am 31. Oktober 1899 der Betrieb der Düsseldorf-Duisburger Kleinbahn aufgenommen. Am Beginn des Ersten Weltkriegs wurden an der Nordstraße zeitweise Wohnhäuser beschlagnahmt, um Soldaten der für die ausgerückten Regimenter stationierten acht Ersatzregimenter einquartieren zu können. Der Zweite Weltkrieg führte durch Luftangriffe auch an der Nordstraße zu erheblichen Zerstörungen. Im Zuge des Wiederaufbaus und mit dem breiten Wohlstand, der durch das „Wirtschaftswunder“ entstand, entwickelte sich die Nordstraße zu einer modernen Haupteinkaufsstraße, besonders in den 1960er und 1970er Jahren. Hierzu trug bei, dass Einbahnstraßenregelungen und andere Einschränkungen für den Autoverkehr festgesetzt wurden, die den Durchgangsverkehr verringern. Allerdings unterblieb der Ausbau der Straße zu einer Fußgängerzone.
Im November 1981 stieß der Steuerfahnder Klaus Förster in einem Schließfach der früheren Dresdner-Bank-Filiale in der Nordstraße auf ein Kassenbuch, in dem Bargeldzahlungen an alle im Deutschen Bundestag vertretenen Parteien verzeichnet waren. Dieser Fund führte zur Aufdeckung der Flick-Affäre und begründete öffentliche Auseinandersetzungen über verdeckte Parteispenden, die in die Geschichte der Bonner Republik eingingen. Ein Ermittler charakterisierte den Fundort in der Nordstraße metaphorisch als „Pharaonengrab“.

## Haupteinkaufsstraße

Ecke Nordstraße/Duisburger Straße

Die Nordstraße ist nur ca. 1 km von den Stadtteilen Altstadt und Stadtmitte sowie den dort konzentrierten Einkaufsmöglichkeiten und Dienstleistungsangeboten entfernt. Dennoch bildet sie zusammen mit ihren Querstraßen als sogenanntes „B-Zentrum“ einen Versorgungsbereich der zweithöchsten Stufe, in dessen Einzugsbereich neben Pempelfort auch Quartiere der Stadtteile Derendorf und Golzheim liegen. Die Angebotsbreite und -tiefe der 197 Geschäfte (2012) erzeugen eine „komfortable Nahversorgungssituation“. Ein „sehr guter Branchenmix“ mit einer Gesamtverkaufsfläche von über 13.000 m² wird abgerundet durch zahlreiche Gastronomie- und Dienstleistungsbetriebe, die die Nordstraße auch bei Kunden aus anderen Stadtteilen zu einem beliebten Einkaufsstandort machen, zumal sie sowohl mit dem Öffentlichen Personennahverkehr als auch mit dem Auto gut zu erreichen ist. Ein mittwochs und samstags stattfindender Rheinischer Bauernmarkt auf dem wenig nördlich gelegenen Kolpingplatz ergänzt das Nahversorgungsangebot der Nordstraße mit regional hergestellten Lebensmitteln und Blumen. Um die Belange der Gewerbetreibenden der Nordstraße und seiner Nebenstraßen kümmert sich die Werbegemeinschaft „Nördliche Innenstadt“ e. V.

## Öffentlicher Personennahverkehr
Am Südwestende der Nordstraße liegt der U-Bahnhof Nordstraße, der von den U-Bahnlinien U78 und U79 angefahren wird. Oberirdisch besteht hier eine Umstiegsmöglichkeit zu den Straßenbahnlinien 701 und 705. Am Nordostende der Nordstraße liegt die Straßenbahnhaltestelle Dreieck, wo die Straßenbahnlinien 701, 705 und 707 halten. Am mittleren Abschnitt der Nordstraße liegt die Haltestelle Venloer Straße. Dort halten die Straßenbahnlinie 701, 705, 707 und die Buslinie 722.